# Antidesma stipulare
Antidesma stipulare är en emblikaväxtart som beskrevs av Carl Ludwig von Blume. Antidesma stipulare ingår i släktet Antidesma och familjen emblikaväxter. Inga underarter finns listade i Catalogue of Life.